# Gaius Marcius Coriolanus
Gaius Marcius (sau Caius Martius) Coriolanus a fost un general roman despre care se spune că a trăit în secolul al V-lea î.Hr. A primit supranumele de Coriolanus datorită valorii extraordinare pe care a arătat-o la asediul orașului volscian Corioli. El a fost promovat la rangul de general.